# Парутине
Пару́тине (в минулому — Іллінське) — село в Україні, у Куцурубській сільській громаді Миколаївського району Миколаївської області. Населення становить 1996 осіб.
Поряд із селом розташований Національний історико-археологічний заповідник «Ольвія».

## Історія

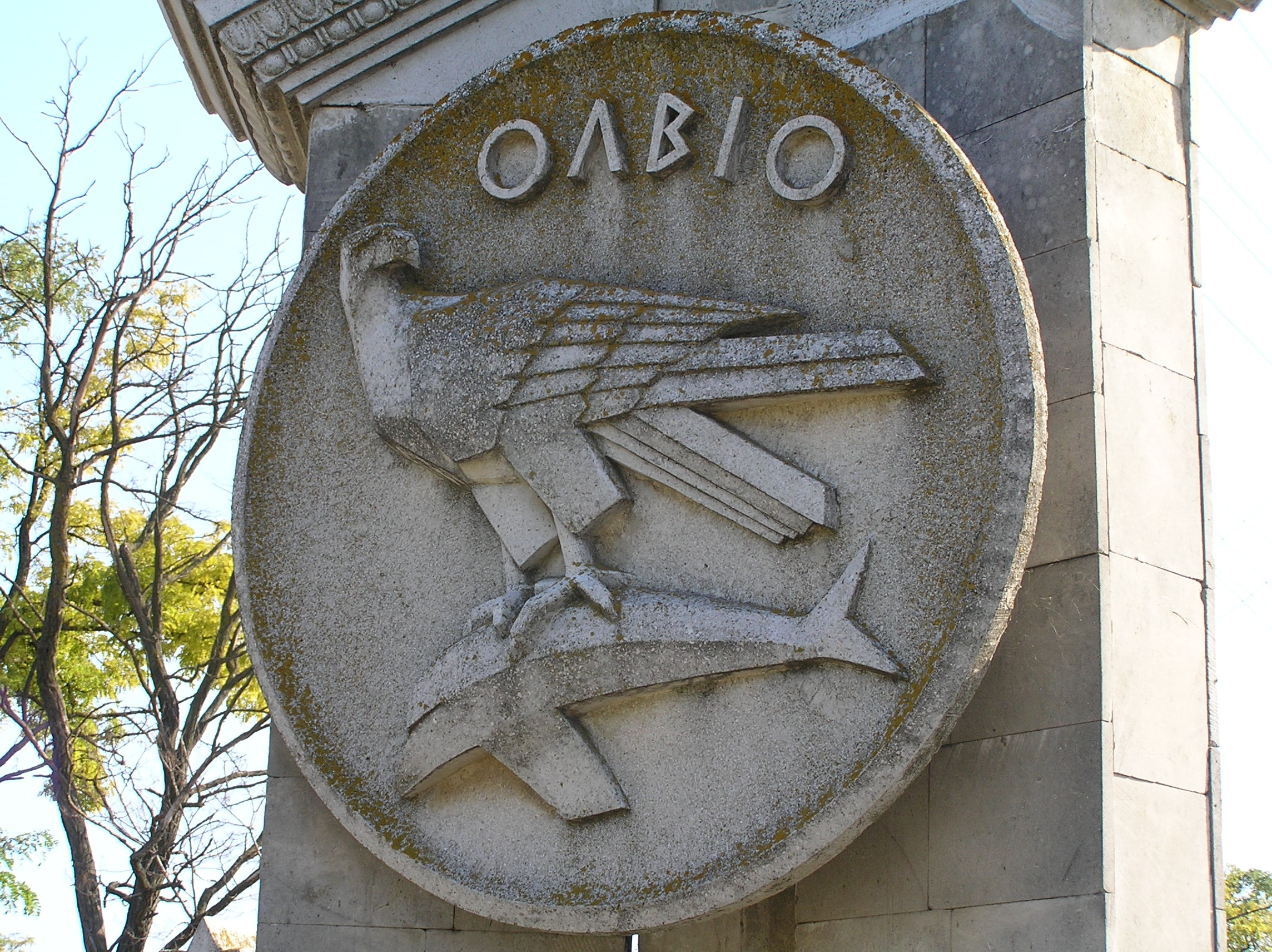
Стела з емблемою Ольвії при вході до однойменного музею-заповідника в селі Парутине

Ймовірно, у 1542 р. (у справі встановлення кордону між Короною Польською з Великим князівством Литовським і володіннями Османської імперії) фігурує як Царська (читай Ханська) криниця (хоча може це і про сусідне Червоне Парутине). Поселення заснували в 1789 році члени релігійної секти пилипонів, що втекли з Дону в 1708 році після поразки повстання Кіндрата Булавіна. Отаман Ігнатій Некрасов повів їх на територію Румунії. Нащадки некрасівців переселилися на берег Бузького лиману з Чобричів на Дністрі, поставивши 37 хат і каплицю. Переселенці займалися хліборобством і риболовлею.
У 1792 році, після закінчення російсько-турецької війни 1787—1791 рр., понад 12 тис. десятин землі на правому березі Бузького лиману, куди входило і поселення на місці Парутине, Катерина II подарувала графу Іллі Безбородьку, після чого поселенці залишили ці місця і повернулись до Дністра. Безбородько заселив поселення кріпаками з Чернігівщини та інших місцевостей України. Село перейменували на Ільїнське. Однак збереглася і його попередня назва.
За даними ревізії 1795 року в Ільїнському мешкало 324 людини. Село входило до Херсонського повіту Новоросійської, а з 1827 року — до Одеського повіту Херсонської губернії. На 1858 рік Ільїнське згадується в джерелах як містечко, у якому налічувалося понад 100 дворів з 864 кріпаками.
Станом на 1886 у містечку Іллінське, центрі Анчекрак-Іллінської волості Одеського повіту Херсонської губернії, мешкало 1165 осіб, налічувалось 220 дворових господарств, існували православна церква, телеграфна станція, лавка. За 3 версти — маяк. За 10 верст — православна церква, телеграфна станція, лавка. За 12 верст — православна церква, телеграфна станція, рибний завод, лавка. За 13 верст — маяк. За 15 верст — паровий млин. За 26 верст — трактир. За 28 верст — монастир, православна церква, лавка. За 45 верст — православна церква.
За часів СРСР в селі був колгосп імені Леніна, а в 1969 році на його базі заснували винрадгосп «Ольвія», який спеціалізувався на вирощуванні винограду та виробництві вина, його прибуток перевищував мільйон радянських карбованців на рік. Він вирощував елітні сорти винограду, з плодів яких робили шампанське, коньяки, деякі сорти вин.

## Населення
Згідно з переписом УРСР 1989 року чисельність наявного населення села становила 1897 осіб, з яких 861 чоловік та 1036 жінок.
За переписом населення України 2001 року в селі мешкали 1992 особи.

### Мова
Розподіл населення за рідною мовою за даними перепису 2001 року:
| Мова       | Відсоток |
| ---------- | -------- |
| українська | 87,63 %  |
| російська  | 11,82 %  |
| молдовська | 0,25 %   |
| білоруська | 0,15 %   |
| вірменська | 0,10 %   |
| гагаузька  | 0,05 %   |